# Hammam à Bač
Le « hammam à Bač » (en serbe cyrillique : Амам у Бачу ; en serbe latin : Amam u Baču) est situé à Bač, dans la province de Voïvodine et dans le district de Bačka méridionale, en Serbie. Il est inscrit sur la liste des monuments culturels de grande importance de la République de Serbie (identifiant no SK 1088).

## Présentation
Le hammam a été construit au moment de l'occupation ottomane de Bač entre 1529 et 1687. Il constitue l'un des rares exemples d'architecture turque en Voïvodine.
Sur la base des découvertes archéologiques, on sait que le hammam comptait six pièces , dont l'une pour le personnel, un chadirvan (fontaine), une antichambre et un vestiaire, un bain et un réservoir d'eau. Le hammam a été partiellement détruit mais il conserve un dôme qui surmontait la partie centrale.